# Macrocilix
 (juillet 2020).
Genre
Macrocilix est un genre d’insectes lépidoptères (papillons) de la famille des Drepanidae.

## Liste d'espèces
Selon Catalogue of Life (9 juillet 2020) :
- Macrocilix maia Leech, 1888
- Macrocilix mysticata Walker, 1863
- Macrocilix orbiferata Walker, 1862
- Macrocilix taiwana Wileman, 1911